# Булма
Булма (Бульма) (яп. ブルマ) — персонаж манги Акиры Ториямы «Жемчуг дракона». Она впервые появляется в уже в главе I «Булма и Сон Гоку», опубликованной в журнале Weekly Shonen Jump 3 декабря 1984 года. В ней она встречает Сон Гоку и нанимает его в качестве телохранителя в путешествие на поиски «драконьих жемчужин», исполняющих любое желание.

## История создания и дизайн
Как рассказывал сам Акира Торияма, прототипом для Булмы послужил буддийский монах Тан Саньцзан из китайского классического романа «Путешествие на Запад».
Булма и Гоку — первые два персонажа, появляющихся в манге «Жемчуг дракона». Далее представление персонажей тоже идёт попарно. Торияма объяснял, почему — в своих работах он старается избегать чрезмерного повествования и, когда он вводит персонажей парами, он знакомит читателя с ними через их взаимодействие. Кроме того, Торияма рассказывал, что, когда манга только начинала выходить, его тогдашний редактор, Кадзухико Торисима, хотел, чтобы у Булмы и Гоку завязались романтические отношения.
Внешность Булмы в манге не так стабильна, как у других персонажей, так как она часто меняет прическу и одежду, следуя за модой. Обычно у неё волосы цвета фуксии, хотя в первой главе и в аниме они бирюзового цвета. Как рассказывал Торияма, в самый первый раз он изменил Булме причёску с целью показать читателю, что прошло три года, а также потому, что ему лично нравились девушки с короткими волосами. Что касается одежды, иногда Булма носит одежду со своим именем, а иногда с логотипом корпорации Capsule Corp.
Имя Булма (Бурума) — это калька с английского, японское произношение слова «блумер» — так в Японии называются женские спортивные трусы или короткие шорты, входящие в комплект школьной физкультурной формы. Как и у большинства персонажей манги, имя у неё согласуется с именами остальных членов её семьи — все члены семьи Булмы получили имена «в честь» нижнего белья. Отца её зовут доктор Бриф, а её сына и дочь, соответственно, Транкс и Бра. Мать Булмы в манге и в аниме никогда не упоминается по имени, её называют просто «мамой Булмы» (ブルマのママ). Однажды, в 2004 году, Торияму спросили, какое имя он бы выбрал для Булминой мамы, если бы надо было её как-то назвать, и он предложил вариант «Панчи» (パンチー). Однако позже, в видеоигре Dragon Ball Z: Kakarot, мама получила имя Бикини (ビキニ).